# Elin Herrgård
Elin Herrgård, född Stoor 18 augusti 1907 i Malax, död 16 mars 1999 i Vasa, var en finlandssvensk författare och poet. Herrgård skildrar i sina romaner livet i en österbottnisk by från 1800-talet till början av 1900-talet, framför allt ur kvinnornas perspektiv.